# Grigorij Dmitriuk
Grigorij Fiedosiejewicz Dmitriuk (ros. Григорий Федосеевич Дмитрюк, ur. 12 marca 1920 we Władywostoku, zm. 27 kwietnia 1982 w Leningradzie) – radziecki lotnik, generał major lotnictwa, Bohater Związku Radzieckiego (1944).

## Życiorys
Skończył 9 klas szkoły i aeroklub we Władywostoku, od grudnia 1938 służył w Armii Czerwonej, w 1940 ukończył wojskową lotniczą szkołę pilotów w Batajsku i został młodszym lotnikiem 168 rezerwowego pułku lotniczego. We wrześniu 1941 został dowódcą klucza pułku myśliwców, w styczniu 1942 przeniesiono go na dowódcę klucza pułku lotniczego w Moskiewskim Okręgu Wojskowym, od maja 1942 uczestniczył w wojnie z Niemcami. We wrześniu 1942 został zastępcą dowódcy eskadry, w marcu 1944 szturmanem (nawigatorem) eskadry, a w kwietniu 1944 jej dowódcą. W 1943 został lekko ranny w walce, a w 1944 zestrzelony. Do listopada 1944 wykonał 206 lotów bojowych, stoczył 37 walk powietrznych (w tym 61 zwiadowczych), strącił 18 samolotów wroga. W marcu 1946 został dowódcą eskadry 821 pułku lotniczego pułku myśliwskiego 9 Armii Powietrznej w Nadmorskim Okręgu Wojskowym, później służył w 494 pułku tamże, a od września 1950 w 190 Dywizji Lotniczej 54 Armii Powietrznej na Dalekim Wschodzie, w grudniu 1951 został dowódcą 821 pułku myśliwskiego. Od stycznia do sierpnia 1952 walczył w wojnie koreańskiej, wykonując ok. 50 lotów bojowych i strącając osobiście 5 amerykańskich samolotów. W 1956 ukończył Akademię Wojskowo-Powietrzną w Monino, od listopada 1956 do września 1957 był zastępcą dowódcy 27 Lotniczej Dywizji Myśliwskiej 37 Armii Północnej Grupy Wojsk stacjonującej w Polsce, później dowódcą 131 Lotniczej Dywizji Myśliwskiej, a od kwietnia 1959 do sierpnia 1961 zastępcą dowódcy 41 Lotniczej Dywizji Myśliwskiej 76 Armii Powietrznej w Leningradzkim Okręgu Wojskowym. Od sierpnia 1961 dowodził 303 Lotniczą Dywizją Myśliwską (od 22 lutego 1963 w stopniu generała majora lotnictwa), od sierpnia 1966 do listopada 1969 był zastępcą dowódcy Sił Wojskowo-Powietrznych Leningradzkiego Okręgu Wojskowego, następnie zakończył służbę wojskową. Jego imieniem nazwano szkołę we Władywostoku.

## Odznaczenia
- Złota Gwiazda Bohatera Związku Radzieckiego (2 listopada 1944)
- Order Lenina (dwukrotnie - 2 listopada 1944 i 14 lipca 1953)
- Order Czerwonego Sztandaru (dwukrotnie - 19 sierpnia 1942 i 28 września 1952)
- Order Wojny Ojczyźnianej I klasy (30 kwietnia 1943)
- Order Czerwonej Gwiazdy (30 kwietnia 1954)
- Medal „Za zasługi bojowe” (20 czerwca 1949)
- Medal „Za obronę Radzieckiego Obszaru Podbiegunowego”

I inne.